# Eurocontrol
Organizația Europeană pentru Siguranța Navigației Aeriene, cunoscută în mod obișnuit ca Eurocontrol (stilizat EUROCONTROL), este o organizație internațională care lucrează pentru a realiza un management sigur al traficului aerian în întreaga Europă. Fondată în 1960, Eurocontrol are în prezent 41 de state membre și are sediul la Bruxelles, Belgia . De asemenea, are mai multe sedii locale, inclusiv activități de cercetare și dezvoltare în Brétigny-sur-Orge, Franța, Institutul de instruire în navigație aeriană (IANS) din Luxemburg și Centrul de control MUAC din Maastricht, în Țările de Jos. Organizația are aproximativ două mii de angajați și funcționează cu un buget anual de peste jumătate de miliard de euro. 
Deși Eurocontrol nu este o agenție a Uniunii Europene, UE a delegat părți din reglementările sale privind initiativa Single European Sky (cerul unic european) către Eurocontrol, făcându-l organizația centrală pentru coordonarea și planificarea controlului traficului aerian pentru întreaga Europă. UE însăși este semnatară a Eurocontrol și toate statele membre ale UE sunt în prezent și membre ale Eurocontrol. Organizația cooperează cu autoritățile naționale, cu furnizorii de servicii de navigație aeriană, cu utilizatorii spațiului aerian civil și militar, cu aeroporturile și cu alte organizații. Activitățile sale implică toate operațiunile serviciilor de navigație aeriană de la gate la gate: gestionarea strategică și tactică a fluxului, instruirea controlorilor, controlul regional al spațiului aerian, colectarea tarifelor de navigație aeriană și tehnologiile și procedurile de siguranță.

## Istorie

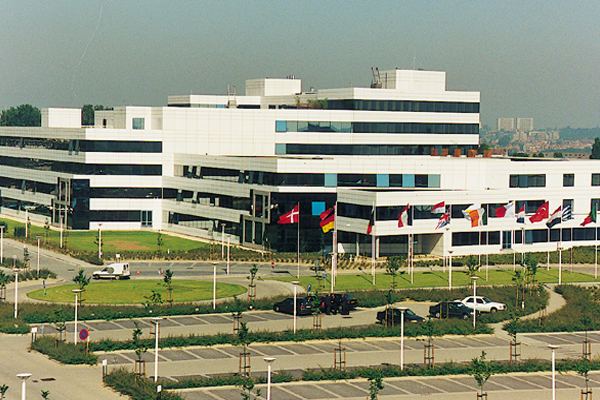
Sediul central al Eurocontrol la Bruxelles

Convenția Eurocontrol a fost semnată în 1960 și ratificată în 1963. Înainte de intrarea în vigoare a Convenției în 1963, existau deja indicii că problema suveranității naționale ar complica implementarea deplină a misiunii fondatoare a organizației. Primul plan european pentru un sistem armonizat de control al traficului aerian (ATC), propus în 1962, a fost lovit de refuzul atât al Franței, cât și al Marii Britanii de a se conforma, în mare parte din motive strâns legate de controlul spațiului aerian militar național. Ceilalți patru membri inițiali (Republica Federală Germania, Belgia, Țările de Jos și Luxemburg) au convenit în 1964 să înființeze un singur centru internațional de control al traficului aerian pentru a-și gestiona spațiul aerian superior, stabilind sediul MUAC (Maastricht Upper Area Control Centre) în orașul olandez Maastricht.
La acea vreme, Parlamentul European și-a exprimat îngrijorarea cu privire la lipsa unor acorduri interguvernamentale clare care să asigure servicii comune de control al traficului aerian pe întregul continent. În 1979, Eurocontrol a semnat un acord de cooperare de lucru cu Comisia Europeană, încercând să creeze o sinergie a expertizei tehnice a Eurocontrol și a autorităților de reglementare ale UE. Mai multe inițiative originare în această perioadă devin un element de durată al organizației, cum ar fi serviciul de prognoză Eurocontrol, care a devenit STATFOR, precum și Serviciul de informații aeronautice. Până în 1986, presiunile asupra rețelei europene ATC erau atât de mari încât un nou mandat mai larg era deja luat în considerare pentru Eurocontrol, o mare parte din inițiativă venind de la miniștrii de transport ai Conferinței Europene pentru aviația civilă (ECAC). Ulterior, ECAC a cerut tuturor statelor sale membre să adere la Eurocontrol.

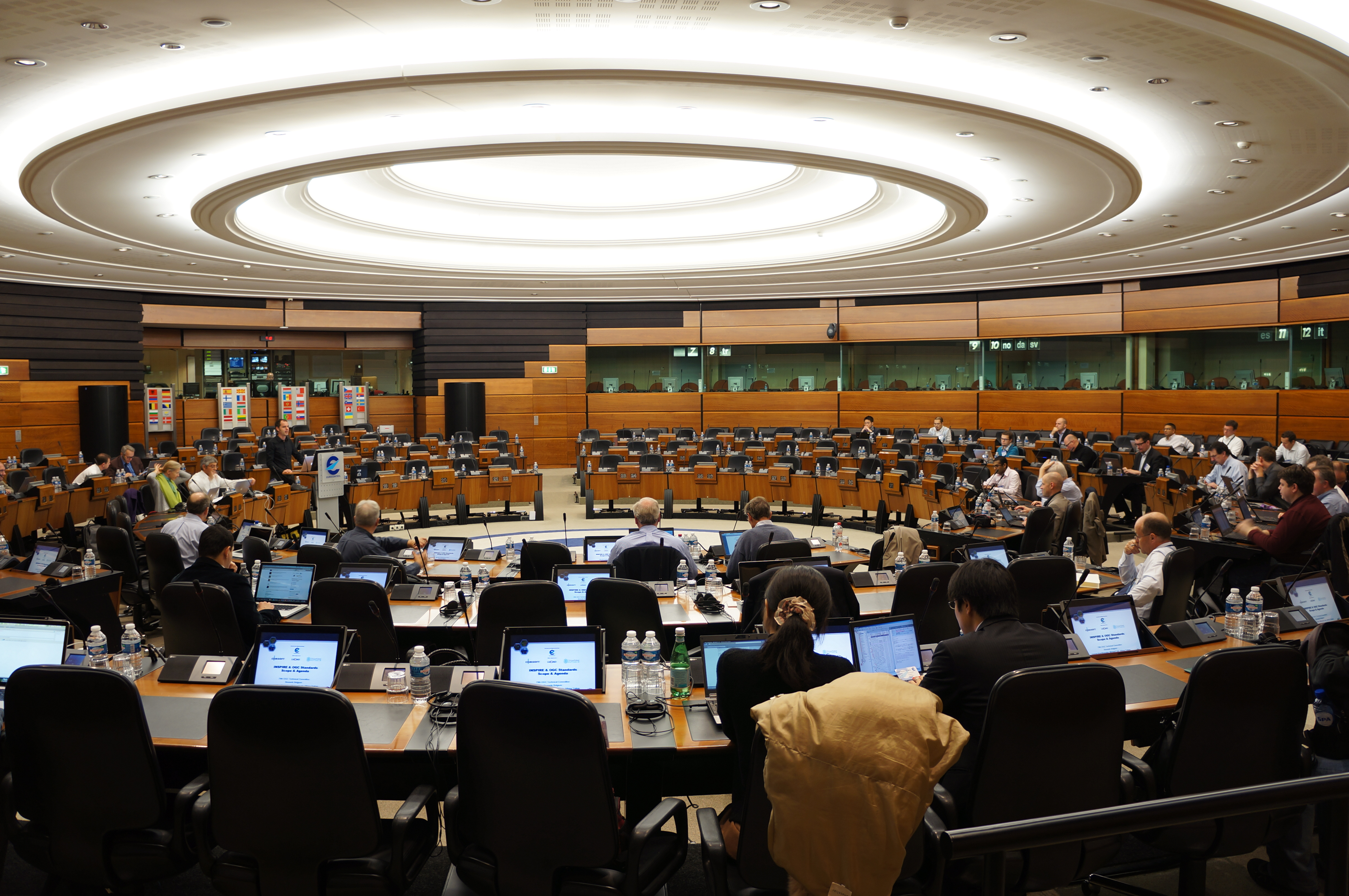
O întâlnire a membrilor Eurocontrol

O Convenție Eurocontrol revizuită a fost semnată în 1997, reînnoind optimismul organizației pentru un sprijin politic mai mare, depășind viziunea inițială a Convenției din 1960. În iunie 1998, Eurocontrol, Agenția Spațială Europeană (ESA) și Comisia Europeană (CE) au semnat, de asemenea, un acord de formalizare a cooperării în domeniul sistemelor și serviciilor de navigație prin satelit. În 1999, Comisia Europeană și-a prezentat Parlamentul European planul pentru un cer unic european (SES), urmat de două grupuri la nivel înalt (HLG). Rapoartele HLG privind SES au condus la înființarea Agenției Europene de Siguranță a Aviației (EASA) și au întărit rolul Comisiei Europene ca unic regulator european de siguranță a aviației, recunoscând în același timp expertiza tehnică a Eurocontrol în punerea în aplicare a reglementărilor menționate.
La începutul anilor 2000 a fost afectată de mai multe accidente mortale în Europa, cum ar fi dezastrul din Aeroportul Linate din 2001 și coliziunea aeriană Überlingen din 2002, ambele fiind legate de deficiențele de navigație a traficului aerian. Presiunea a fost în continuare agravată de atacurile din 11 septembrie, sporind nevoia unui organism de reglementare și coordonare rapid la nivel european. În mai 2003 Eurocontrol și NATO au semnat un memorandum de cooperare, urmat de un memorandum similar cu Comisia Europeană în decembrie 2003. În februarie 2004 Eurocontrol a început să lucreze la primele mandate ale Comisiei Europene, iar în aprilie 2004 a adoptat Regulamentul privind cerul unic european (pachetul 1). În martie 2006, Programul Comisiei Europene de Cercetare ATM (SESAR) al Comisiei Europene a fost lansat de Grupul de consultare a părților interesate (SCG) sub egida Eurocontrol.

## Criterii de aderare
ECAC, Eurocontrol, ECAA, UE
     ECAC, Eurocontrol, ECAA
     ECAC, Eurocontrol
     ECAC, ECAA
     ECAC

Suprapunerea calității de membru al organizației în rândul membrilor Eurocontrol - Membrii Eurocontrol arătați în nuanțe de albastru.
ECAC, Eurocontrol, ECAA, UE
ECAC, Eurocontrol, ECAA
ECAC, Eurocontrol
ECAC, ECAA
ECAC

Pentru a fi luat în considerare pentru aderarea la Eurocontrol, un stat trebuie să îndeplinească toate criteriile următoare:
- A fi stat european
- A fi stat membru al Consiliului Europei
- A deține acreditarea atât pentru ICAO, cât și pentru ECAC

### Lista statelor membre
| Membru                | Din  | Note                                                                                     |
| --------------------- | ---- | ---------------------------------------------------------------------------------------- |
| Belgia                | 1960 | Membru UE                                                                                |
| Franța                | 1960 | Membru UE                                                                                |
| Germania              | 1960 | Membru UE                                                                                |
| Luxemburg             | 1960 | Membru UE                                                                                |
| Țările de Jos         | 1960 | Membru UE                                                                                |
| Regatul Unit          | 1960 | Fost membru UE                                                                           |
| Irlanda               | 1965 | Membru UE                                                                                |
| Portugalia            | 1986 | Membru UE                                                                                |
| Grecia                | 1988 | Membru UE                                                                                |
| Malta                 | 1989 | Membru UE                                                                                |
| Turcia                | 1989 | Candidat UE                                                                              |
| Cipru                 | 1991 | Membru UE                                                                                |
| Ungaria               | 1992 | Membru UE                                                                                |
| Elveția               | 1992 | Tratate bilaterale cu UE, inclusiv Schengen și aplicarea drepturilor pasagerilor din UE. |
| Austria               | 1993 | Membru UE                                                                                |
| Danemarca             | 1994 | Membru UE                                                                                |
| Norvegia              | 1994 | Membru EEA                                                                               |
| Slovenia              | 1995 | Membru UE                                                                                |
| Suedia                | 1995 | Membru UE                                                                                |
| Cehia                 | 1996 | Membru UE                                                                                |
| România               | 1996 | Membru UE                                                                                |
| Italia                | 1996 | Membru UE                                                                                |
| Slovacia              | 1997 | Membru UE                                                                                |
| Spania                | 1997 | Membru UE                                                                                |
| Monaco                | 1997 |                                                                                          |
| Bulgaria              | 1997 | Membru UE                                                                                |
| Croația               | 1997 | Membru UE                                                                                |
| Macedonia de Nord     | 1998 | Candidat UE                                                                              |
| Republica Moldova     | 2000 | Candidat UE                                                                              |
| Finlanda              | 2001 | Membru UE                                                                                |
| Uniunea Europeană     | 2002 | În paralel cu statele membre                                                             |
| Albania               | 2002 | Candidat UE                                                                              |
| Ucraina               | 2004 |                                                                                          |
| Polonia               | 2004 | Membru UE                                                                                |
| Bosnia și Herțegovina | 2004 |                                                                                          |
| Serbia                | 2005 | Candidat UE                                                                              |
| Lituania              | 2006 | Membru UE                                                                                |
| Armenia               | 2006 |                                                                                          |
| Muntenegru            | 2007 | Candidat UE                                                                              |
| Letonia               | 2011 | Membru UE                                                                                |
| Georgia               | 2012 |                                                                                          |
| Estonia               | 2015 | Membru UE                                                                                |

### Statele cu Acord Cuprinzător
Pe lângă calitatea de membru, EUROCONTROL încheie și așa-numitele Acorduri Cuprinzătoare, care îmbunătățesc cooperarea organizației cu țări non-europene care sunt strâns legate de rețeaua de aviație a continentului.
| Member | Since           | Notes |
| ------ | --------------- | ----- |
| Maroc  | 29 aprilie 2016 |       |
| Israel | 2 iunie 2016    |       |